# Cisco VPN Client
Cisco VPN Client est un client VPN propriétaire permettant de se connecter aux concentrateurs VPN Cisco. Il est utilisé dans le cadre d'infrastructures gérant des milliers de connexions, on le retrouve donc le plus souvent dans les grandes entreprises et de nombreuses universités.

## Fonctionnalités
Le client VPN de Cisco permet d'établir des connexions VPN en IPSec auprès des concentrateurs VPN 3000, des pare-feux PIX/ASA et des routeurs IOS. C'est un logiciel multiplateformes, compatible avec diverses versions de Windows, Mac OS X, Linux et Solaris.

## Obtention et restrictions d'utilisation
Son téléchargement se fait via le site www.cisco.com par les administrateurs réseau. Il est ensuite redistribué aux clients finaux (employés ou étudiants) de manière restreinte. L'utilisation de ce logiciel est en effet soumise aux lois d'exportation des États-Unis d'Amérique, ce qui interdit sa redistribution aux ressortissants de certains pays (Cuba, Iran, Corée du Nord, Soudan et Syrie).

## Historique

### Historique des sorties
Le client VPN fourni par Cisco a plusieurs fois changé de nom au cours de son histoire. De Cisco Secure VPN Client à sa version initiale, il a été renommé en Cisco VPN 3000 Client pour la version 2, puis finalement en Cisco VPN Client pour les versions 3 et suivantes.

#### Versions 1.x
- Cisco Secure VPN Client 1.0
La version 1.0 du client VPN était exclusivement réservée aux systèmes Windows 95, Windows 98 et Windows NT 4.0. Elle est également citée dans sa documentation sous le nom de SafeNet/Soft-PK version 2.0[3]. Le client est en effet basé sur une solution VPN développée par SafeNet (anciennement IRE), introduite en 1999 auprès d'acteurs majeurs du secteur des communications tels que Cisco, 3Com, Nokia, ou Lucent[4]. Les versions 1.x ne sont plus supportées depuis le 30 décembre 2006[5].

- Cisco Secure VPN Client 1.1
La version 1.1 fournit en particulier un mécanisme d'authentification étendue (XAuth) au moyen du protocole IKE, et un gestionnaire de certificats[6].

#### Versions 2.x
- Cisco VPN 3000 Client 2.0
La version 2 du client VPN de Cisco correspond en réalité au client VPN de la société Altiga Networks, dont le rachat par Cisco a été annoncé le 19 janvier 2000[7] et finalisé le 29 mars 2000[8]. Les versions 2.x ne sont plus supportées depuis le 28 octobre 2002[9].

- Cisco VPN 3000 Client 2.1

- Cisco VPN 3000 Client 2.2

- Cisco VPN 3000 Client 2.5

#### Versions 3.x
- Cisco VPN Client 3.0

Cette version n'est plus supportée depuis le 28 octobre 2002[9].

- Cisco VPN Client 3.1

Cette version n'est plus supportée depuis le 28 octobre 2002[9].

- Cisco VPN Client 3.5

Cette version n'est plus supportée depuis le 12 décembre 2007[10].

- Cisco VPN Client 3.6
La version 3.6 est une version majeure qui apporte un système de DNS dynamique, le support de l'algorithme de cryptage AES, des systèmes Solaris 64 bits, du démarrage automatique du VPN sur des réseaux sans fil, et de nouvelles options de configuration[11]. Cette version n'est plus supportée depuis le 12 décembre 2007[10].

- Cisco VPN Client 3.7
La version 3.7 est une version spécifique aux systèmes UNIX (Solaris, GNU/Linux et Mac OS X). Elle apporte en particulier une interface graphique sur Mac OS X, en plus de la ligne de commande, et le support de Solaris 9[12].

#### Versions 4.x
- Cisco VPN Client 4.0.0 à 4.0.4
La version 4.0 est une version majeure qui installe une interface réseau virtuelle sur les systèmes Windows, et propose une interface graphique unifiée entre les versions Windows et Mac OS X. Les versions 4.0.x sont des versions mineures qui ne font que corriger des défauts de la version 4.0.0.

- Cisco VPN Client 4.0.5
La version 4.0.5 introduit l'authentification mutuelle de groupe[13].

- Cisco VPN Client 4.6
La version 4.6 est une évolution majeure qui marque notamment le support de Solaris 10, Mac OS X 10.4 et l'architecture x86-64 sur GNU/Linux. Elle marque également la fin du support de Windows NT, introduit un système de mise à jour automatique (sur Windows uniquement), et une API pour les développeurs, disponible par simple demande auprès de Cisco[14]. Enfin, elle apporte une nouvelle convention de nommage des versions[15] suivant le format: <version majeure>.<version mineure>.<numéro de mise à jour>.<build>

- Cisco VPN Client 4.7
La version 4.7 introduit le support de Windows Server 2003, ainsi qu'un mécanisme d'association automatique d'un certificat à un profil[16].

- Cisco VPN Client 4.8
La version 4.8 apporte les nouveautés de la version 4.7 sur Mac OS X, et introduit le support des processeurs double cœur sur Windows 2000/XP[17].

- Cisco VPN Client 4.9
La version 4.9 est une version exclusivement réservée à Mac OS X, qui ajoute le support des processeurs Intel sur cette plate-forme[18], et de Mac OS X 10.5 à partir de la révision 4.9.01.0100.

#### Versions 5.x
- Cisco VPN Client 5.0
La version 5.0 est une version exclusivement réservée à Windows, qui introduit le support de Windows Vista[19]. Le support de Windows Vista comporte toutefois de nombreuses limitations, comme l'absence du Integrated Client Firewall, lequel peut être nécessaire à la connexion, dépendamment de la configuration du concentrateur. En effet, les fonctionnalités suivantes ne sont plus disponibles avec la version 5.0:

- Installation sur des systèmes mis à jour de Windows XP vers Windows Vista (une installation propre de Vista est requise)
- Démarrage du client avant l'ouverture de session (du fait de la disparition avec Vista de GINA au profit de SSO)
- Authentification par carte à puce (réapparu avec la version Beta 5.0.03.0300)
- Pare-feu intégré (le SDK Check Point Integrity Agent n'est pas disponible pour Vista)
- InstallShield (seuls les packages MSI sont dorénavant supportés)
- Mise à jour automatique du client
- Aide en ligne traduite. L'aide en ligne est fournie uniquement en anglais.

### Tableau récapitulatif des différentes versions
| Version | Plateforme                                                                            | Date de sortie et mises à jour | Support | Principales nouveautés |
| ------- | ------------------------------------------------------------------------------------- | --- | --- | --- |
| 1.0     | - Windows (95, 98, NT4)                                                               | - 1.0 - décembre 1999 | - Fin de vente: 30 décembre 2003 - Fin de support: 30 décembre 2006                                        | - Basée sur SafeNet/Soft-PK version 2.0 |
| 1.1     | - Windows (95, 98, NT4)                                                               | - 1.1 - 23 mars 2000 | - Fin de vente: 30 décembre 2003 - Fin de support: 30 décembre 2006                                        | - Basée sur SafeNet/Soft-PK version 2.1 |
| 2.0     | - Windows (95, 98, NT4)                                                               | - 2.0 - | - Fin de vente: 28 octobre 2002 - Fin de support: 28 octobre 2002                                          | - Rachat de Altiga Networks VPN Client |
| 2.1     | - Windows (95, 98, NT4)                                                               | - 2.1 - | - Fin de vente: 28 octobre 2002 - Fin de support: 28 octobre 2002                                          | |
| 2.2     | - Windows (95, 98, NT4)                                                               | - 2.2 - mars 2000 | - Fin de vente: 28 octobre 2002 - Fin de support: 28 octobre 2002                                          | |
| 2.5     | - Windows (95, 98, NT4)                                                               | - 2.5 - 30 juin 2000 | - Fin de vente: 28 octobre 2002 - Fin de support: 28 octobre 2002                                          | |
| 3.0     | - Windows (95, 98, Me, NT4, 2000)                                                     | - 3.0 - 2 mars 2001 | - Fin de vente: 28 octobre 2002 - Fin de support: 28 octobre 2002                                          | - Support de Windows 2000 et Windows Me |
| 3.1     | - Windows (95, 98, Me, NT4, 2000, XP)                                                 | - 3.1 - août 2001 | - Fin de vente: 28 octobre 2002 - Fin de support: 28 octobre 2002                                          | - Support de Windows XP |
| 3.5     | - Windows (95, 98, Me, NT4, 2000, XP) - Linux - Solaris - Mac OS X (10.1, 10.2, 10.3) | - 3.5.0 - - 3.5.1 - 30 janvier 2002 - 3.5.2 - - 3.5.3 - - 3.5.4 - 1er novembre 2002 | - Fin de vente: 12 décembre 2004 - Fin de maintenance: 12 décembre 2005 - Fin de support: 12 décembre 2007 | - Support des systèmes UNIX (Linux, Solaris, Mac OS X) |
| 3.6     | - Windows (95, 98, Me, NT4, 2000, XP) - Linux - Solaris - Mac OS X (10.1, 10.2, 10.3) | - 3.6.0 - août 2002 - 3.6.1 - - 3.6.2 - - 3.6.3 - - 3.6.4 - - 3.6.5 - | - Fin de vente: 12 décembre 2004 - Fin de maintenance: 12 décembre 2005 - Fin de support: 12 décembre 2007 | |
| 3.7     | - Linux - Solaris - Mac OS X (10.1, 10.2, 10.3)                                       | - 3.7.0 - 25 novembre 2002 - 3.7.2 - 17 décembre 2002 - 3.7.3 - 4 mars 2003 | - | - Support de Solaris 9 |
| 4.0     | - Windows (98, Me, NT4, 2000, XP) - Linux - Solaris - Mac OS X (10.2, 10.3)           | - 4.0.0 - 15 avril 2003 - 4.0.1 - - 4.0.2 - - 4.0.3 - - 4.0.4 - - 4.0.5 - 27 juillet 2004 | - | |
| 4.6     | - Windows (98, Me, NT4, 2000, XP) - Linux - Solaris - Mac OS X (10.2, 10.3, 10.4)     | - 4.6.00.0045 - - 4.6.01.0019 - 10 janvier 2005 - 4.6.02.0011 - - 4.6.03.0021 - 6 mai 2005 - 4.6.04.0043 - 8 juillet 2005 | - | - Support de Mac OS X 10.4 - Support de Solaris 10 - API VPN Client - Mise à jour automatique sous Windows                                                   |
| 4.7     | - Windows (98, Me, 2000, XP, 2003)                                                    | - 4.7.00.0533 - 15 septembre 2005 | - | - Support de Windows Server 2003 - Certificats (Windows et Linux seulement)                                                                                  |
| 4.7     | - Linux                                                                               | - 4.7.00.0640 - 15 septembre 2005 | - | - Support de Windows Server 2003 - Certificats (Windows et Linux seulement)                                                                                  |
| 4.7     | - Mac OS X (10.2, 10.3, 10.4)                                                         | - 4.7.00.0510 - 8 août 2005 | - | - Support de Windows Server 2003 - Certificats (Windows et Linux seulement)                                                                                  |
| 4.8     | - Windows (2000, XP, 2003)                                                            | - 4.8.00.0440 - 16 décembre 2005 - 4.8.01.0300 - 8 mai 2006 - 4.8.01.0410 - Beta - 15 juin 2006 - 4.8.01.0590 - Beta - 22 novembre 2006 - 4.8.02.0010 - Beta - 1er janvier 2007 | - | - Nouveautés de la version 4.7 sur Mac OS X - Support des processeurs double cœur sur Windows                                                                |
| 4.8     | - Linux                                                                               | - 4.8.00.0440 - 16 décembre 2005 - 4.8.00.0490 - - 4.8.01.0640 - | - | - Nouveautés de la version 4.7 sur Mac OS X - Support des processeurs double cœur sur Windows                                                                |
| 4.8     | - Mac OS X (10.2, 10.3, 10.4)                                                         | - 4.8.00.0490 - 13 décembre 2005 | - | - Nouveautés de la version 4.7 sur Mac OS X - Support des processeurs double cœur sur Windows                                                                |
| 4.9     | - Mac OS X (10.4, 10.5)                                                               | - 4.9.00.0050 - 10 février 2006 - 4.9.01.0080 - 24 octobre 2006 - 4.9.01.0090 - Beta - 18 novembre 2007 - 4.9.01.0100 - 6 décembre 2007 | - | - Support des processeurs Intel - Support de Mac OS X 10.5                                                                                                   |
| 5.0     | - Windows (2000, XP, 2003, Vista, 7)                                                  | - 5.0.00.0090 - Beta - 7 février 2007 - 5.0.00.0320 - RC - 20 mars 2007 - 5.0.00.0340 - 3 avril 2007 - 5.0.01.0530 - RC - 5 juillet 2007 - 5.0.01.0600 - 25 juillet 2007 - 5.0.02.0060 - Beta - 17 octobre 2007 - 5.0.02.0090 - Beta - 26 novembre 2007 - 5.0.03.0300 - Beta - 3 mars 2008 - 5.0.03.0530 - 22 avril 2008 - 5.0.03.0550 - Beta - 19 juin 2008 - 5.0.03.0560 - 7 juillet 2008 - 5.0.04.0300 - 1er octobre 2008 - 5.0.05.0280 - Beta - 14 janvier 2009 - 5.0.06.0160 - 23 novembre 2009 - 5.0.07.0290 - 13 avril 2010 - 5.0.07.0410 - 5 octobre 2010 - 5.0.07.0440 - 15 mars 2011 | - | - Support de Vista et 7, Ex : 32 et 64 bits sur la version 5.0.07.0290 et 5.0.07.0440 - Support (limité), Ex : Uniquement 32 bits sur la version 5.0.07.0410 |

### Développements futurs
VPN Client est disponible en version 32 bits et sur certaines versions en 64 bits. À l'heure où les systèmes 64 bits grand public se démocratisent, en particulier depuis les sorties de Windows Vista et Windows 7, on peut s'interroger sur l'avenir de ce produit. Il est probable que les fonctionnalités IPSec de VPN Client soient intégrées dans une prochaine version de Cisco AnyConnect VPN Client, autre client VPN de l'éditeur limité actuellement aux fonctionnalités SSL et DTLS, mais disponible en versions 32 et 64 bits.

## Alternatives libres

### vpnc
Il s'agit de l'alternative libre au client fourni par Cisco. Développé principalement par Maurice Massar, de l'université de Kaiserslautern, vpnc est un client VPN complet fonctionnant sur la plupart des plates-formes UNIX. Ce client est préféré au client propriétaire principalement pour sa licence GPL et sa facilité d'installation (vpnc étant disponible de base sur la plupart des systèmes supportés). Il offre en plus par rapport au client Cisco le support des systèmes BSD et Cygwin. Son développement est continu depuis la version initiale sortie en 2003. La dernière version en date est la 0.5.3, disponible depuis le 19 novembre 2008.

### Shrew VPN Client
Il s'agit d'un client IPsec libre compatible avec Windows XP/Vista/7 en version 32 et 64 bits. Il est développé par la société Shrew Soft Inc (Principalement par Matthew Grooms). Ce client est actuellement le seul compatible Windows 7 64 bits avec les produits VPN Cisco. La dernière version en date est la 2.2.2, disponible depuis le 1er juillet 2013